# Molekulární motor

Animace kinezinu pohybujícího se podél mikrotubulu. Na kinezin je navázán náklad, kterým může být např. organela či transportní váček.

Molekulární motory jsou přirozené (biologické) nebo umělé molekulární stroje, které jsou základními činiteli pohybu v živých organismech. Obecně lze říci, že motor je zařízení, které spotřebovává energii v jedné formě a přeměňuje ji na pohyb nebo mechanickou práci; stejně tak mnoho molekulárních motorů na bázi bílkovin využívá volnou chemickou energii uvolněnou hydrolýzou ATP k vykonání mechanické práce.

## Příklady
Některé příklady biologicky důležitých molekulárních motorů zahrnují:
- Motory zprostředkovávající pohyb po cytoskeletu:
  - Myoziny jsou zodpovědné za svalovou kontrakci, vnitrobuněčný transport nákladu a vytváření buněčného napětí.
  - Kinezin přesouvá náklad uvnitř buňky směrem od jádra po mikrotubulech, tzv. anterográdní transport.
  - Dynein zajišťuje pohyb řasinek a bičíků a také přenáší náklad podél mikrotubulů směrem k buněčnému jádru v rámci retrográdního transportu.
- Polymerizační motory
  - Polymerizace aktinu přeměňuje chemickou energii na mechanickou a může být využita k pohonu. Využívá se ATP.
  - Polymerizace mikrotubulů pomocí GTP.
  - Protein dynamin zodpovědný za endocytózu. Využívá GTP.
- Rotační motory:
  - Proteiny ze skupiny ATP syntáz přeměňují chemickou energii ATP na elektrochemickou potenciální energii protonového gradientu přes membránu nebo naopak. Katalýza chemické reakce a pohyb protonů jsou vzájemně propojeny prostřednictvím mechanické rotace částí komplexu. To se podílí na syntéze ATP v mitochondriích a chloroplastech i na přečerpávání protonů přes vakuolární membránu.[3]
  - Bičík bakterií, který je zodpovědný za plavání a pohyb E. coli a dalších bakterií, funguje jako pevná vrtule poháněná rotačním motorem. Tento motor je poháněn tokem protonů přes membránu, pravděpodobně podobným mechanismem jako proteinový motor v ATP syntáze.
- Motory pracující s nukleovými kyselinami:
  - RNA polymeráza přepisuje templátovou DNA na RNA.[4]
  - DNA polymeráza replikuje DNA.[5]
  - Helikáza rozpojuje vlákna DNA před transkripcí či replikací. Využívá ATP.
  - Topoizomerázy rozvolňují supercoiling DNA. Využívají ATP.
  - SMC proteiny jsou zodpovědné za kondenzaci chromosomů v eukaryotní buňce.[6]
  - Molekulární motory obalující virovou DNA v rámci replikačního cyklu vstřikují virovou genomovou DNA do kapsidy a velmi pevně ji zabalí.[7] Bylo předloženo několik modelů, které vysvětlují, jak protein vytváří sílu potřebnou k vpravení DNA do kapsidy. Alternativním návrhem je, že na rozdíl od všech ostatních biologických motorů není síla generována přímo proteinem, ale samotnou DNA.[8] V tomto modelu je hydrolýza ATP využívána k pohonu konformačních změn proteinu, které střídavě dehydratují a rehydratují DNA a cyklicky ji pohánějí z B-DNA do A-DNA a zpět. A-DNA je o 23 % kratší než B-DNA a cyklus smršťování/rozpínání DNA je spojen s cyklem uchopení/uvolnění proteinu a DNA, čímž vzniká pohyb vpřed, který pohání DNA do kapsidy.

## Transport organel a vezikulů
Existují dvě velké skupiny molekulárních motorů které transportují organely v buňkách. Jsou jimi dyneiny a kinesiny. Liší se strukturou a způsobem transportace organel napříč buňkou. Tyto vzdálenosti, i když jen několik mikrometrů dlouhé, jsou předem naplánovány pomocí mikrotubulů.
- Kinezin - tyto molekulární motory se vždy pohybují směrem k pozitivnímu konci buňky. Využívají hydrolýzu ATP při procesu přeměny ATP na ADP. „Noha“ motoru se naváže pomocí ATP, postupuje o krok dále po mikrotubulu a poté se ADP odpojí. Tento postup se opakuje, dokud není dosaženo cíle.
- Dynein - tyto molekulární motory se vždy pohybují směrem k negativnímu konci buňky. Využívají hydrolýzu ATP při procesu přeměny ATP na ADP. Na rozdíl od kinezinu má dynein jinou strukturu, která vyžaduje odlišné způsoby pohybu. K jedné z těchto metod patří silový tah, který umožňuje proteinovému motoru „plazit se“ podél mikrotubulu až na místo.

## Syntetické molekulární motory
V poslední době začali chemici a lidé zabývající se nanotechnologiemi zkoumat možnost vytvoření molekulárních motorů de novo. Tyto syntetické molekulární motory v současnosti trpí mnoha omezeními, která omezují jejich použití na výzkumné laboratoře. Mnohá z těchto omezení však mohou být překonána s tím, jak se bude rozšiřovat naše chápání chemie a fyziky v nano rozměrech.

### Související stránky
- Molekulární mechanika
- Vezikul